# Phione et Manaphy
Phione et Manaphy sont deux espèces de Pokémon de quatrième génération. Tous deux considérés comme des Pokémon légendaires, ils ont pour particularité de ne pas être l'évolution l'un de l'autre : en effet, bien que Phione soit issu d'un œuf de Manaphy, il ne peut évoluer en Manaphy.

## Description

### Phione
Phione est un Pokémon de la quatrième génération. La bouée sur sa tête est une poche d'air qu'il gonfle pour flotter. Il n'aime pas nager et préfère dériver, et attend que sa nourriture — qui peut être composée de tout — arrive jusque lui. Il pourrait provenir du même œuf que Manaphy.
Phione est un Pokémon unique en son genre. Il ne peut évoluer en Manaphy. Phione peut également se reproduire, mais il ne fera apparaître que d'autres Phione. Pour l'obtenir il faut aller à la pension et faire accoupler Manaphy avec un Métamorph ; l'œuf éclora après 10 240 pas.
Phione possède des statistiques homogènes, toutes à 80, ce qui en fait un pokémon très polyvalent.

### Manaphy
Manaphy est un Pokémon fabuleux de la quatrième génération. Il n'apparait pas dans Pokémon Diamant et Perle mais on peut récupérer son œuf par une mission spéciale dans Pokémon Ranger puis faire éclore cet œuf. Il est ainsi le seul Pokémon légendaire capable de se reproduire,.
Manaphy est décrit comme étant un Pokémon d'une grande empathie. Son corps est composé à 80% d'eau. Bien que n'ayant pas de genre officiellement, les jeux le mentionnent souvent au masculin.
L'œuf de Manaphy éclot au bout de 2500 pas.
Manaphy possède des statistiques homogènes, toutes à 100, ce qui en fait un pokémon très polyvalent.

## Apparitions

### Jeux vidéo
Phione et Manaphy apparaissent dans série de jeux vidéo Pokémon. D'abord en japonais, puis traduits en plusieurs autres langues, ces jeux ont été vendus à plus de 200 millions d'exemplaires à travers le monde.
Dans My Pokémon Ranch, Eulalie accepte d'échanger son Phione contre un Phyllali lorsque le ranch compte au moins 250 Pokémon.
Dans Pokémon Diamant Étincelant et Perle Scintillante, un œuf de Manaphy est offert en Cadeau Mystère, étant récupérable de la sortie des jeux au 21 février 2022. Manaphy est alors le 151e pokémon, alors que le Pokédex en compte 150,.
Dans Légendes Pokémon : Arceus, Phione et Manaphy peuvent être capturés quand la requête La Légende de la mer est complétée, par la capture préalable de Babimanta, de Qwifish et de Mustébouée.

### Série télévisée et films
La série télévisée Pokémon ainsi que les films sont des aventures séparées de la plupart des autres versions de Pokémon et mettent en scène Sacha en tant que personnage principal. Sacha et ses compagnons voyagent à travers le monde Pokémon en combattant d'autres dresseurs Pokémon.
Manaphy apparait dans le neuvième film, Pokémon Ranger et le Temple des mers.

## Réception
Le site Internet Hitek.fr accueille différemment Manaphy et Phione. D'une part, il salue Manaphy pour ses statistiques efficaces et les attaques qu'il apprend. D'autre part, il critique fortement Phione pour ses statistiques moins importantes et le faible nombre d'attaques intéressantes qu'il peut apprendre. Le site affirme alors que même Muciole est meilleur.
Le site Internet Game Rant classe les trois pokémon à attraper pour pouvoir chasser Phione et Manaphy en troisième place dans son classement des meilleurs pokémon à capturer dans Légendes Pokémon : Arceus.